# Starțevo, Smolean
Starțevo (în bulgară Старцево) este un sat în comuna Zlatograd, regiunea Smolean,  Bulgaria. 

## Demografie
Componența etnică a satului Starțevo
     Bulgari (88,65%)
     Nicio identificare (11,34%)
     Altele (0,39%)
La recensământul din 2011, populația satului Starțevo era de 2.301 locuitori. Din punct de vedere etnic, majoritatea locuitorilor (88,65%) erau bulgari. Pentru 11,34% din locuitori nu este cunoscută apartenența etnică.